# イシグロ
イシグロ株式会社は、東京都中央区に本社を置く配管機材商社。

## 沿革
- 1939年 - 石黒孔司が石黒商店を創業。
- 1950年 - 石黒バルブ株式会社へ改変。
- 1993年 - イシグロ株式会社へ社名変更。
- 1988年 - 習志野商品管理センター（現：東京ステーション）を開設。
- 2007年 - 大阪ステーションを開設。
- 2014年 - 独自に調達した高品質製品、プライベートブランド商品、加工サービスまでを網羅した新ブランド「ＩValue」の展開を開始。
- 2016年 - 物流ブランディングプロジェクト「即行便」スタート。
- 2019年 - イシグログループアカデミー（IGA）開講。新規の管材通販サイト「管材プロ.com」をオープン。

## グループ会社
- 五光山彦株式会社
- 新興金属株式会社
- サンエス管材株式会社（現在はイシグロに吸収合併）
- 新町管材株式会社（現在はイシグロに吸収合併）
- 新旭物産株式会社
- 第一鋼管株式会社（現在はイシグロに吸収合併）
- 株式会社三州機工商会（現在はイシグロに吸収合併）
- 東神工業株式会社（現在はイシグロに吸収合併）
- 山形新興機材株式会社
- イシグロインターナショナル株式会社
- 星川高科貿易（上海）有限公司
- PT.ISHIGURO INDONESIA